# Поульсен, Симон
Симо́н Бу́ск По́ульсен (дат. Simon Busk Poulsen; род. 7 октября 1984[…], Сённерборг, Южная Ютландия) — датский футболист, левый полузащитник. Выступал в национальной сборной Дании.

## Клубная карьера
Поульсен начал свою карьеру в датском клубе «Сённерйюск», за который он отыграл 3 года, затем ещё 2 сезона он провёл в более сильном датском клубе «Мидтъюлланн». В возрасте 24 лет, он перешёл в нидерландский АЗ, за его трансфер нидерландский клуб заплатил «Мидтъюлланну» 3 млн евро, тем самым он стал самым дорогим игроком в истории «Мидтъюлланна». В АЗ он был передвинут Луи ван Галом с позиции левого полузащитника на место левого защитника, однако после ухода Ван Гала вернулся на более привычное для себя место в полузащите.
25 августа 2012 года итальянский клуб «Сампдория» объявил о договорённости по переходу Поульсена в стан «блучеркьяти».
16 января 2014 года было объявлено о том, что Поульсен возвращается в АЗ.

## Карьера в сборной
Дебют Симона Поульсена в сборной произошёл в марте 2007 года в матче со сборной Германии. Поульсен попал в заявку сборной на чемпионат мира 2010 года, где команда не вышла из группы.
В связи с наличием сразу трёх игроков с фамилией Поульсен в сборной Дании на чемпионате Европы 2012 УЕФА присвоила им такие именования на футболках: полузащитник Кристиан Поульсен — «Chr. Poulsen», полузащитник Якоб Поульсен — «J. Poulsen» и защитник Симон Буск Поульсен — «Busk Poulsen». Команда на чемпионате снова не вышла из группы. Всего на сегодняшний момент в составе сборной Симон провёл 31 матч.

## Личная жизнь
Его отец — датчанин, мать — нигерийка.

## Статистика

### Матчи Поульсена за сборную Дании
| Матчи Поульсена за сборную Дании | Матчи Поульсена за сборную Дании | Матчи Поульсена за сборную Дании | Матчи Поульсена за сборную Дании | Матчи Поульсена за сборную Дании | Матчи Поульсена за сборную Дании |
| -------------------------------- | -------------------------------- | -------------------------------- | -------------------------------- | -------------------------------- | -------------------------------- |
| №                                | Дата                             | Соперник                         | Счёт                             | Голы Поульсена                   | Соревнование                     |
| 1                                | 28 марта 2007                    | Германия                         | 1:0                              | —                                | Товарищеский матч                |
| 2                                | 17 ноября 2007                   | Северная Ирландия                | 1:2                              | —                                | Чемпионат Европы 2008 (отбор)    |
| 3                                | 21 ноября 2007                   | Исландия                         | 3:0                              | —                                | Чемпионат Европы 2008 (отбор)    |
| 4                                | 27 мая 2010                      | Сенегал                          | 2:0                              | —                                | Товарищеский матч                |
| 5                                | 5 июня 2010                      | ЮАР                              | 0:1                              | —                                | Товарищеский матч                |
| 6                                | 14 июня 2010                     | Нидерланды                       | 0:2                              | —                                | Чемпионат мира 2010              |
| 7                                | 19 июня 2010                     | Камерун                          | 2:1                              | —                                | Чемпионат мира 2010              |
| 8                                | 24 июня 2010                     | Япония                           | 1:3                              | —                                | Чемпионат мира 2010              |
| 9                                | 11 августа 2010                  | Германия                         | 2:2                              | —                                | Товарищеский матч                |
| 10                               | 9 февраля 2011                   | Англия                           | 1:2                              | —                                | Товарищеский матч                |
| 11                               | 29 марта 2011                    | Словакия                         | 2:1                              | —                                | Товарищеский матч                |
| 12                               | 4 июня 2011                      | Исландия                         | 2:0                              | —                                | Чемпионат Европы 2012 (отбор)    |
| 13                               | 7 октября 2011                   | Кипр                             | 4:1                              | —                                | Чемпионат Европы 2012 (отбор)    |
| 14                               | 11 октября 2011                  | Португалия                       | 2:1                              | —                                | Чемпионат Европы 2012 (отбор)    |
| 15                               | 11 ноября 2011                   | Швеция                           | 2:0                              | —                                | Товарищеский матч                |
| 16                               | 29 февраля 2012                  | Россия                           | 0:2                              | —                                | Товарищеский матч                |
| 17                               | 26 мая 2012                      | Бразилия                         | 1:3                              | —                                | Товарищеский матч                |
| 18                               | 2 июня 2012                      | Австралия                        | 2:0                              | —                                | Товарищеский матч                |
| 19                               | 9 июня 2012                      | Нидерланды                       | 1:0                              | —                                | Чемпионат Европы 2012            |
| 20                               | 13 июня 2012                     | Португалия                       | 2:3                              | —                                | Чемпионат Европы 2012            |
| 21                               | 17 июня 2012                     | Германия                         | 1:2                              | —                                | Чемпионат Европы 2012            |
| 22                               | 22 марта 2013                    | Чехия                            | 3:0                              | —                                | Чемпионат мира 2014 (отбор)      |
| 23                               | 26 марта 2013                    | Болгария                         | 1:1                              | —                                | Чемпионат мира 2014 (отбор)      |
| 24                               | 5 июня 2013                      | Грузия                           | 2:1                              | —                                | Товарищеский матч                |
| 25                               | 11 июня 2013                     | Армения                          | 0:4                              | —                                | Чемпионат мира 2014 (отбор)      |
| 26                               | 14 октября 2014                  | Португалия                       | 0:1                              | —                                | Чемпионат Европы 2016 (отбор)    |
| 27                               | 18 ноября 2014                   | Румыния                          | 0:2                              | —                                | Товарищеский матч                |
| 28                               | 25 марта 2015                    | США                              | 3:2                              | —                                | Товарищеский матч                |
| 29                               | 29 марта 2015                    | Франция                          | 0:2                              | —                                | Товарищеский матч                |
| 30                               | 8 июня 2015                      | Черногория                       | 2:1                              | —                                | Товарищеский матч                |
| 31                               | 13 июня 2015                     | Сербия                           | 2:0                              | —                                | Чемпионат Европы 2016 (отбор)    |

Итого: 31 матч / 0 голов; 16 побед, 2 ничьи, 13 поражений.

## Достижения
АЗ
- Чемпион Нидерландов: 2008/09
- Обладатель Суперкубка Нидерландов: 2009

ПСВ
- Чемпион Нидерландов: 2015/16
- Обладатель Суперкубка Нидерландов: 2015